# Fractura (política)
Una fractura denota un fenómeno de disensión, separación o fragmentación que emerge dentro de entidades políticas, organizativas, partidistas o grupales, caracterizado por la manifestación de diversas posturas ideológicas o discrepancias en la conducción política. Este concepto trasciende el ámbito exclusivamente político, extendiéndose a otros dominios y disciplinas, como lo ilustran los siguientes ejemplos: 
en el ámbito político, se observa una fractura marcada por polarizaciones entre derecha e izquierda, así como divisiones en torno a posturas como el sí y el no respecto a la Constitución Europea. En el ámbito ideológico, fracturas se manifiestan en polarizaciones entre el capitalismo y el socialismo. En el ámbito social, se evidencian fracturas entre la burguesía y el proletariado, así como entre una minoría dominante (élite) y una mayoría dirigida (pueblo). En el ámbito espacial, fracturas se registran entre lo urbano y lo rural, así como entre regiones geográficas como el norte y el sur. Incluso en zoología, fracturas se describen entre especies como animales salvajes y animales domésticos.

## Fractura política vs. Clivaje político

Principales clivajes según el modelo clásico de Lipset y Rokkan.

El concepto de fractura política guarda estrecha relación con el concepto de clivaje político, aunque con una distinción clave: mientras la fractura política se centra en las divisiones y polarizaciones dentro de entidades políticas, organizacionales o grupales en relación con ideologías o conducción política, el clivaje político se refiere específicamente a las divisiones entre votantes basadas en su apoyo o rechazo a temas específicos o asuntos políticos.
Tradicionalmente, los principales clivajes entre votantes incluyen:
- Clivaje Centro-Periferia o clivaje identitario: esta división se caracteriza por las diferencias entre élites urbanas y habitantes de zonas más periféricas, quienes pueden tener perspectivas políticas y culturales distintas debido a sus entornos geográficos y sociales.

- Clivaje Estado-Iglesia o clivaje religioso: aquí se manifiesta una división entre votantes que tienen inclinaciones religiosas y aquellos que prefieren separar la esfera pública de la religión, reflejando diferencias en valores y políticas relacionadas con la religión.

- Clivaje Propietario-Trabajador o clivaje de clase: este clivaje refleja divisiones entre votantes basadas en diferencias económicas y de clase, entre quienes tienen riqueza y poder económico (propietarios) y quienes dependen de su trabajo para subsistir (trabajadores).

- Clivaje Campo-Ciudad o clivaje Tierra-Industria: aquí se observan diferencias fundamentales basadas en ocupaciones o medios de subsistencia, con divisiones entre votantes de áreas rurales (que pueden tener intereses agrícolas o relacionados con la tierra) y votantes de áreas urbanas (con intereses más industriales o comerciales).